# Cultura de Marruecos

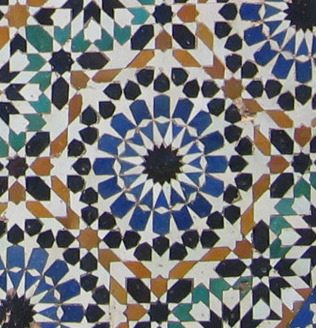
Tradicional mosaico marroquí.

Marruecos es un país de grupos multiétnicos con una rica cultura y civilización. A lo largo de su historia, ha recibido visitantes tanto del este (fenicios, judíos y árabes), del sur (habitantes de África Subsahariana) y del norte (romanos y vándalos), quienes han impactado la estructura social de Marruecos. En el país conviven, además, distintos tipos de religiones, tales como el paganismo, el Judaísmo, el Cristianismo y el Islam. 
Cada región posee sus propias características, contribuyendo a la cultura nacional. Marruecos ha establecido entre sus principales prioridades la protección de su diversidad y la preservación de su patrimonio cultural. 
Políticamente, y por sus orígenes, Marruecos se trata de un país amazigh perteneciente a África, aunque es denominado en ocasiones como un estado arabo-bereber y en otras como un estado amazigh Al menos la tercera parte de la población habla en lengua bereber. Durante la expansión islámica, algunos árabes se establecieron en las regiones marroquíes de Tadla y Doukkala. Por ejemplo, existen grupos llamados Charkawa y Arbawa que llegaron al país desde Arabia. Los Charkawa dicen descender de Omar Ibn Al Khatab.

## Datos generales
- Situación: Franja Norte de África, colindante (En el Norte) con el Mar Mediterráneo y (en el Oeste) con el Océano Atlántico.
- Población: 31.992.592 habitantes (estimación en 2009 por banco mundial de indicadores de desarrollo mundial)
- Grupos étnicos: Bereber-Negro-Árabe 98.1%, otros 0.7%, Judíos 0.2%
- Idiomas: Árabe (oficial, aunque no se utiliza en el habla cotidiana) Darija-Árabe (hablado por el 100% de la población), Bereber (utilizado por el 30%), Francés, Español (norte)
- Alfabetismo: (definición: personas de 15 años o más que pueden leer y escribir) población total: 29.3% (hombres: 64.7% / mujeres: 80.6%) (censo de 2004)
- Sistema legal:sistema de leyes civiles propios.

### Arte
Hay distintas maneras en que se expresa el arte marroquí:Preciosas artesanías en alfombras, prendas de vestir, joyas, cerámica, escultura, pintura y caligrafía.

### Cultura
Las mezquitas en Marruecos pueden ser visitadas por quienes no practican la religión musulmana en horarios en los cuales los fieles no se encuentren en los momentos de oración. Una de las mezquitas más grandes del islam es llamada Hassan II y se encuentra en la ciudad de Casablanca. La mayor parte de los monumentos del país pueden ser apreciados por el público como bodas Ichal.
Para tomar fotografías de sus habitantes locales, es demostración de respeto solicitarles permiso, ya que tomar una fotografía sin el mismo puede ser ofensivo, especialmente en las zonas rurales. En contraste, sí se permite tomar fotos de personas con las que se ha obtenido cierta confianza.

## Grupos étnicos e idiomas

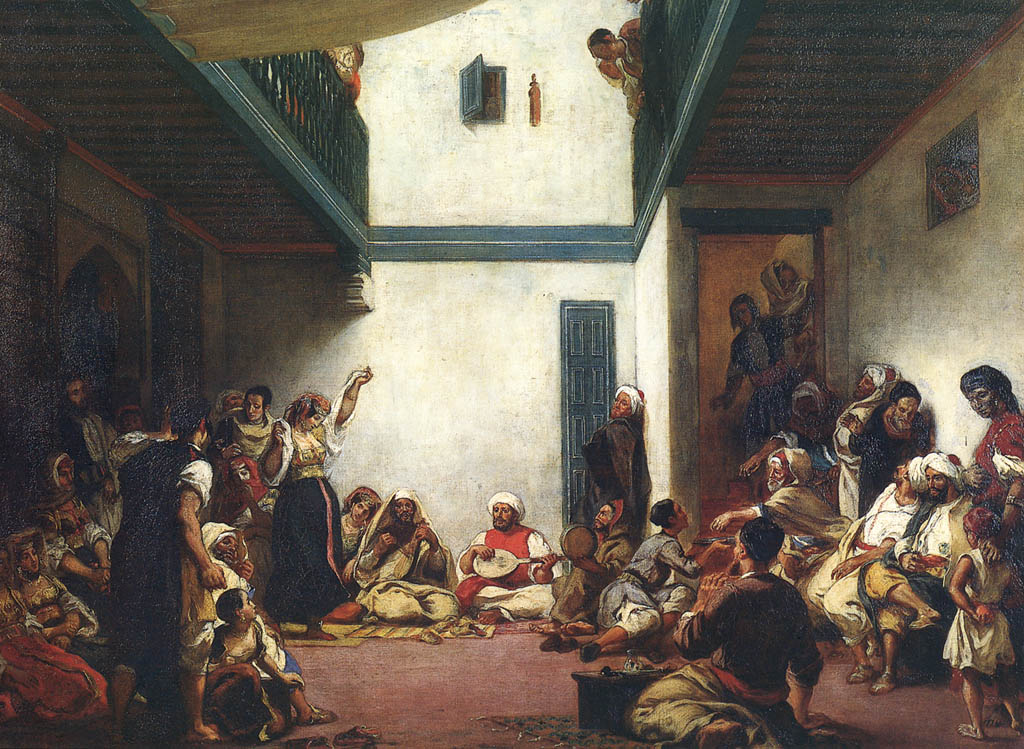
Boda judía en Marruecos por Eugène Delacroix, Louvre, París.

Marruecos es considerado un país árabe y amazigh, es mayormente árabe-amazigh. Aproximadamente el 40% de la población poseen una identidad árabe (son amazigh arabizados ) y un 44% amazigh,y el resto son árabes .[cita requerida] Estos se identifican principalmente por el idioma, por su forma de vestir tradicional y por su cultura, además de su distintiva música y danza. El árabe clásico continúa siendo la principal lengua oficial de Marruecos y se suele utilizar en las actividades culturales y socioeconómicas, además de en los medios impresos, pero nunca se utiliza entre los marroquíes. 
Lingüísticamente, el pertenece al grupo afro-asiático, y tiene muchos acentos y variantes. Las tres lenguas amazigh más utilizados en Marruecos son el Tachelhit, Tamazight y el Tarifit (también llamado Tamazight por sus hablantes). En forma colectiva, dichos dialectos son conocidos como «Chelha» en árabe marroquí y como «Barbaria» en el árabe tradicional utilizado en Oriente Medio. Los términos «Barbar» y «Chelha» con considerados por la mayor parte de los activistas bereberes como extremadamente ofensivos y humillantes.
El Tachelhit (también conocido como «Soussia») es hablado en el suroeste del país, en el área rodeada por Sidi Ifni en el sur, Agadir en el norte y Marrakech en los valles Draa/Sous del este. El Tamazight se habla en el Atlas Medio, entre Taza, Jemisset, Azilal y Errachidía. Por último, el Tarifit se utiliza en el área del Rif, al norte de Marruecos, en ciudades como Nador, Alhucemas, Axdir, Taurirt, Taza, Berkán y en la ciudad autónoma de Melilla.
Aunque los bereberes suelen practicar el islam, su etnia y su idioma han permanecido a lo largo del tiempo. En los últimos años fueron creadas cientos de asociaciones bereberes. Los puestos de periódicos y las librerías de las principales ciudades del país ofrecen a la venta revistas bereberes y otras publicaciones basadas en su arte y cultura. La estación de televisión RTM (actualmente TVM) emitió un boletín de noticias de diez minutos de duración en los tres acentos durante la década de 1990. 
Como consecuencia de su pasado colonial, el francés y el español tienen una presencia muy amplia en el país. En las provincias del sur, Ifni y el territorio ocupado del Sahara Occidental está extendido el uso del español y en el resto del país prácticamente toda la población habla francés.
A mediados de 2010 la RTM creó un canal nacional completamente en bereber llamado Tamazight TV.

## Vestimenta tradicional

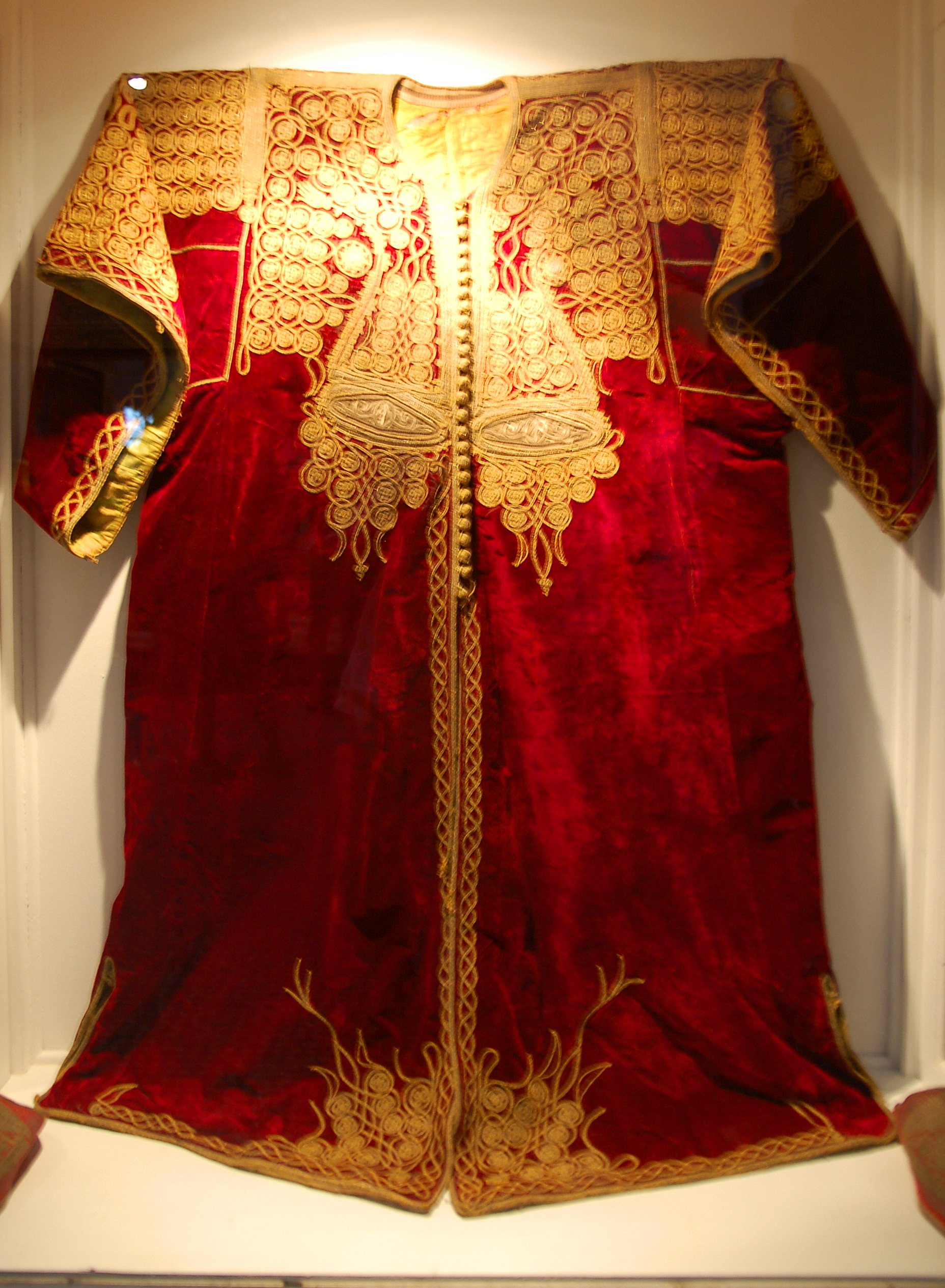
Caftán marroquí.

La ropa tradicional de los hombres y mujeres se denomina chilaba; se trata de una túnica holgada con capucha. Para las ocasiones especiales, los hombres también visten un sombrero rojo llamado tarbush más conocido como Fez. Casi todos los hombres usan babuchas, zapatos, por lo general amarillos. Las mujeres suelen llevar sandalias, babuchas o zapatos similares a las babuchas, llamados Sabo, a menudo con aseguradores dorados o plateados.
La diferencia entre una chilaba y un caftán es que la chilaba tiene una capucha, mientras que el caftán no la tiene. Las chilabas para mujeres son mayormente de colores brillantes con estampados, costuras o adornos, mientras que las de los hombres son más sencillas y de colores neutros. Las mujeres marroquíes ponen mucho cuidado en su vestimenta, y gastan mucho dinero en ella por lo general. La producción de tales prendas es relativamente de alto precio, como la mayor parte del trabajo hecho a mano. Como debido a los costos las mujeres pueden adquirir sólo un caftán al año, normalmente los utilizan para eventos especiales, tales como bodas.

## Cine en Marruecos
Muchos directores extranjeros se han visto seducidos por la belleza y la magia de Marruecos. Luego de Louis Lumière, Orson Welles filmó su versión de «Otelo». La película ganó un premio Palma Dorada en el Festival de Cannes. En 1955, Alfred Hitchcock dirigió la película The Man Who Knew Too Much mientras que David Lean realizó Lawrence de Arabia en 1962. Especialmente, Ksar de Ait Ben Hadu ha sido utilizado como escenario de las películas.

## Arquitectura doméstica
Dar, el nombre otorgado a las estructuras domésticas más comunes en Marruecos, son hogares hallados en una medina, o un área urbana de una ciudad. La mayor parte de las casas en Marruecos se adhieren tradicionalmente al Dar al-Islam, una serie de reglas de la vida cotidiana del Islamismo. Los exteriores de los Dar son típicamente con grandes ventanas,que favorecen la entrada de la luz y la ventilación. Los Dar están formados por lo general con paredes altas y gruesas que protegen a sus habitantes de robos u otros peligros similares; sin embargo, tienen un valor mucho más simbólico desde la óptica árabe. En esta cultura, el exterior representa un lugar de trabajo, mientras que el interior simboliza el refugio. Por esta razón, los interiores de los hogares marroquíes están a menudo muy decorados y trabajados.
Al igual que la mayor parte de la arquitectura islámica, los Dar están rodeados en patios pequeños al aire libre, bordeados generalmente por paredes altas y gruesas, las cuales tienen la finalidad de bloquear la luz directa y minimizar el intenso calor. Las habitaciones suelen estar divididas por dos puertas entre cada una.